# Tony Kaye (zenész)
Tony Kaye, született Anthony John Selvidge (Leicester, 1946. január 11. –) angol zenész, a Yes eredeti billentyűse.

## Élete

### A kezdetek
Mindössze  négyéves volt, amikor zongorán kezdett el játszani. Tizenkét éves korában már helyi koncerteken lépett fel, és emellett a London School of Music-ot is elkezdte látogatni annak reményében, hogy egyszer koncertzongorista lesz. Három évvel később jött rá, hogy jobban tetszik neki a könnyűzene: a dixieland, a modern dzsessz és a The Beatles-féle muzsika. Még iskolásként játszott egy dzsessz-együttesben, majd 15 éves korában belépett a Danny Rogers Orchestrába. Rá három évre abbahagyta komolyzenei tanulmányait.

### A Yesben
Az 1960-as évek folyamán Johnny Taylor Star Combo nevű együttesével zenélt, emellett legalább három különböző rockzenekarral vett fel kislemezeket (pl. The Federals, Jimmy Winston & His Reflections), mielőtt Chris Squire felkérte, hogy lépjen be az újonnan alakuló Yesbe. Ez 1968-ban, a poszt-pszichedelikus érában történt. Az együttes eredeti felállása a következő volt: Tony Kaye volt a billentyűs, Peter Banks a gitáros, Chris Squire a basszusgitáros, Jon Anderson az énekes és Bill Bruford a dobos. Ez az öt zenész rajzolta fel a Yest az angol rockzene térképére, két stúdióalbum (és néhány kislemez) köthető a felálláshoz: a Yes és a Time and a Word. A második albumon egy zenekar is szerepelt, ami Kaye és Banks munkájának nagy részét „ellopta”. 1971-ben, már Steve Howe-val, mint gitárossal vették fel a sikert meghozó The Yes Albumot. A nyitó szám, a Yours Is No Disgrace volt az első dal, amelynek megírásában Kaye is közreműködött, de az év utolsó – a Kristálypalotában lezajlott – koncertje után megkérték, hogy hagyja el a Yest. Az ok többek közt Steve Howe ellenszenve lehetett, amit mutatott felé az együttes első amerikai turnéja alatt (egy szállodai szobában aludtak), ezenkívül egyfolytában vitázott a gitárossal az új számok szólórészeiről. Közrejátszhatott a dologban, hogy vonakodott szintetizátoron és mellotronon játszani. A Fragile album néhány számát, például a The Heart of Sunrise-t még vele vették fel, de ezeket a részeket később a Rick Wakeman által feljátszottakra cserélték.

### Más együttesekkel
Amíg a Yes más billentyűsökkel (Rick Wakeman, Patrick Moraz, újra Wakeman, majd Geoff Downes) szerepelt, addig Kaye több formációban is megfordult. 1972-ben korábbi Yes-es társával, Banks-szel együtt vendégszerepelt a Flash bemutatkozó lemezén; ezt követően pedig David Foster basszusgitárossal együtt megalapította saját együttesét, a Badgert. Érdekesség, hogy Foster korábban együtt játszott Jon Andersonnal a The Warriorsban, valamint két korai Yes-szám társszerzője. A Badger mindössze két albumot adott ki: a One Live Badger-t 1973-ban (Anderson is segítette a lemez megjelenését), illetve a White Lady-t 1974-ben. Időközben (1975-ben) a Yes kiadta a Yesterdays című, az első két lemez legemlékezetesebb számait tartalmazó válogatását: az album nagy sikert aratott.
Kaye 1975-ben és 1976-ban David Bowie-val turnézott, majd ezen rövid időszak után belépett a Detective együttesbe, ahol három album felvételében segédkezett: a Detective-ben (1977), az It Takes One To Know One-ban (1977) és a Live From The Atlantic Studios-ban (1978). Később csatlakozott a Badfingerhez. Épp azon volt, hogy kiad egy szólólemezt, amikor egy partin véletlenül összefutott Chris Squire-rel. A basszusgitáros felkérte, hogy vegyen részt vele néhány felvételben; ez végül ahhoz vezetett, hogy Kaye a Cinema tagja lett, amit Squire, a dobos Alan White és a dél-afrikai gitáros, Trevor Rabin alapított.

### Újra a Yes tagjaként
A leendő album egyes részeinek elkészültében az a Trevor Horn segédkezett, aki 1980-ban, a Drama-n és az utána következő turnén a Yes énekese volt. A kiadási procedúra utolsó pillanatiban eldobták a Cinema nevet, felkérték Andersont, hogy énekeljen, s így a Yes újraszületett.

### 90125
A 90125 felvételeinek végső stádiumában távol volt, így Rabin játszotta fel a billentyűs részeket. Az Owner of a Lonely Heart videójának készítése alatt sem volt jelen, a helyettesítés feladatát Eddie Jobson látta el. A kiadás idején már ismét az együttessel volt. A Yes történetének legjobb eladási statisztikáját produkálta a 90125 (az együttes egyetlen Number One dala, az Owner of a Lonely Heart is erről a lemezről került ki, emellett a Cinema megkapta a Legjobb Instrumentális Szám Grammy-díját). A koncertturné a Yes legjövedelmezőbb turnéjának bizonyult, 1985-ben, Buenos Airesben ért véget. Ez év januárjában az együttes tagjai sok ezer ember előtt játszottak a Rio de Janeiroi Rock in Rio fesztiválon, a koncertet szinte az egész világon közvetítették. A turnét követően kiadták az azt dokumentáló koncertlemezt, a 9012Live: The Solos-t, valamint rengeteg kislemezt. Egy ugyanilyen című videó rendkívül sikeres lett, Grammy-díjra jelölték.
A 9012Live albumon egy másik billentyűs, Casey Young is szerepelt. Míg Kaye a turnén a színpadon játszott, addig Young a közönség számára láthatatlan volt, a színfalak mögött tevékenykedett. (Ez nem meglepő tekintettel a kor technológiájára és az elvárásokra, amiket az album bonyolult dalai fektettek a billentyűs játékára. Kaye elmondta egy interjúban, hogy nem használt MIDI-t a Big Generator-turné során.)

### A 80-as és 90-es években
A következő album Big Generator címmel jelent meg 1987-ben, ezt is egy hosszúra nyúlt koncertút követte. Ez idő tájt a Cinema Records, egy new age kiadó felkérte őt, hogy készítsen egy albumot. A kiadó nevéhez köthető Peter Bardens sikeres lemeze, a Seen One Earth. Bár a cég nagyban hirdette a lemezt, az soha nem jelent meg. A Keyboard Magazine által készített 1991-es interjúban Kaye elmondta, hogy bár kedvelte a zenei anyagot, úgy érezte, hogy csak háttérzene, hiányzott neki az énekes, ezért hagyta abba a munkálatokat.
Szintén 1991-ben történt, hogy három korábbi Yes-tag (Rick Wakeman, Steve Howe, and Bill Bruford) visszatért az együttesbe, kiegészítve az addig együtt zenélő ötöst. Mindannyian részt vettek az Union felvételein, valamint az 1991-1992-es turnén, az "Around the World in 80 Dates"-en. Érdekesség, hogy minden helyszínen forgószínpadon játszottak. Ekkoriban Kaye és Alan White sok számot írt együtt, de ezek azóta sem kerültek fel egy hivatalos lemezre sem (ha fel is vették őket egyáltalán). 1994-ben adta ki a Yes a Talk-ot, Kaye utolsó lemezét az együttesben. Trevor Rabin volt a producer, Kaye is szerepet vállalt ezen munkákban (bár nem tüntették fel az albumon). Bár Tony csak Hammondon játszott a felvételeken, a világkörüli koncertsorozaton már billentyűs hangszerek széles skáláját használta. Miután egy évvel később elhagyta az együttest, felajánlotta, hogy a háttérből segíti munkájukat (reklám és menedzsment terén), de ebből később semmi sem valósult meg.
1997 végén jelent meg egy dupla album, a Something's Coming (Beyond and Before az USA-ban). A lemez a BBC 1969 és 1970 közti rádióműsorainak anyagát tartalmazza, ahol fellépett a Yes. Az eredeti felállás játéka hallható az albumon.

### Jelenlegi munkái
A '90-es évek végén és a kétezres évek elején Kaye nem tűnt fel a zene világában, noha sok Yes-válogatáson, köztük a The Word Is Live-on is szerepelt. Nemrégiben több projektben volt érintett, így egy Neil Young tribute-együttes, a The Neil Deal munkáiban, valamint ő producelte Daniela Torchia énekesnőt. Korábbi Yes-es társával, Billy Sherwooddal is dolgozott közösen. Ő és más, egykori és jelenlegi Yes-tag is szerepet vállalt három Pink Floyd-tribute-lemez elkészítésében. Ma a Circa: tagja Sherwooddal és a Yes dobosával, Alan White-tal együtt.

### Magánélete
Kaye Chris Squire mostohalányának, Carmen Squire-nek volt a jegyese, de a házasság végül nem jött össze. Sok, a zenétől független kisvállalkozása van, például egy Los Angeles-i pizzázó. Sok Brian Lane (a Yes korábbi menedzsere) ellen irányuló törvényes intézkedésben volt érintett, mivel a menedzser az együttesnek sok jogdíjat nem fizetett ki.

## Külső hivatkozások
- Tony Kaye diszkográfiája
- Where Are They Now? Tony Kaye hírek Archiválva 2003. április 4-i dátummal a Wayback Machine-ben
- A The Neil Deal hivatalos oldala